# ジュラシック・ワールド・エボリューション
『ジュラシック・ワールド・エボリューション』（Jurassic World Evolution）は、Frontier Developmentsによって開発、配信された経営シミュレーションゲーム。
映画「ジュラシック・パーク」シリーズの4作目である2015年の映画『ジュラシック・ワールド』に基づいた内容で、2018年6月12日にはMicrosoft Windows、PlayStation 4、Xbox One版がリリースされ、2020年11月3日（日本では11月5日）にはNintendo Switch版が『ジュラシック・ワールド・エボリューション: コンプリート エディション』（Jurassic World Evolution: Complete Edition）のタイトルでリリースされた。

## 概要
ゲームの舞台は『イスラ・マタンセロス島（Isla Matanceros）』（虐殺の島）、『イスラ・ムエルタ島（Isla Muerta）』（死の島）、『イスラ・ソルナ島（Isla Sorna）』（皮肉の島）、『イスラ・タカニョ島（Isla Tacaño）』（嘘つきの島）、そして『イスラ・ペナ島（Isla Pena）』（苦しみ・刑罰の島）からなる『ラス・シンコ・ムエルテス諸島（Las Cinco Muertes）』（五つの死）と呼ばれる5つの島々で、ゲームには40種類以上の恐竜が登場し、恐竜の遺伝子操作しながら5つの島々を舞台に恐竜のパークを作っていく。
プレーヤーは、サイエンス、セキュリティ、エンターテインメントの3つの部門からの契約が与えられ、一定の所までクリアすると部門ごとにスキルがもらえる。
ジュラシック・ワールド・エボリューションは、約100人の開発チームによって作成され、NBCUniversalがフロンティアデベロップメントにジュラシックワールドの劇場版リリースに伴うゲームの作成についてアプローチした後、2016年から開発が始まった。
リリースから7か月後、このゲームはデジタルおよび物理的な販売を通じて200万コピーを販売し、Frontier Developmentsがこれまで発売した中で最も成功したゲームになった。ゲームはリリース時に無料のアップデートとダウンロード可能なコンテンツでサポートされた。

## ゲームプレイ
本作は、アトラクションや研究施設を備えたジュラシック・ワールド恐竜テーマパークを構築できる経営シミュレーションゲームである。プレイヤーは、古生物学者を化石掘り出すために各国の発掘場に送り、恐竜のDNA素材を入手する遠征センターを建設する必要がある。DNAシーケンス、化石センターのロック解除で実行できる。新しい恐竜と、寿命や回復力などの統計を更新し、十分なDNA含有量(50%)があれば、プレイヤーはハモンドクリエーションラボを使用して恐竜を繁殖させ、孵化させることができる。また、プレイヤーは現代の種のDNAを恐竜のDNAと統合してギャップを埋め、進化させることで、恐竜の遺伝子を改善することもできる。恐竜のDNAを変更すると、基本統計だけでなく、攻撃性のレベルから外観まですべてが変更できる。 このゲームは、プレイヤーが木を植えてたり、水源を作ることによる環境変更ができる「地形ツール」があり、様々な変更が可能である。
恐竜はゲームの主な魅力で、収入を得ることができる。しかし、店舗やホテルに滞在するゲストで商品を販売することでもお金を稼ぐこともできる。ゲームの発売時には約40種類の恐竜が登場する。プレイヤーは、孵化後に各恐竜に名前を付けることができる。プレイヤーは、訪問者が観覧できるように恐竜を収容するエンクロージャーを構築する。また、さまざまな恐竜のニーズは、食べる食べ物の種類や必要な社会的相互作用の程度など、健康で満足できる状態に保つために満たす必要がある。恐竜は人工知能によって制御されており、互いに相互作用し、環境、および彼らが彼らの囲いから抜け出したならばゲスト。たとえば、肉食動物はさまざまな種の肉食動物を攻撃し、草食動物を追い詰める。プレイヤーは、ゲストを喜ばせるために、さまざまな娯楽用の乗り物や、レストランやショップなどの設備を構築する必要もある。乗り物としてジャイロスフィアや「ジュラシックワールド」のモノレールなどに乗ってパーク内の行きたい場所へ移動することが可能である。プレイヤーは、ゲームの写真モードを使用して恐竜の写真を撮ることができる。これにより、パークはお金と宣伝を獲得できる。各娯楽施設には独自の管理システムがあり、プレイヤーは、入場料と各施設にいるスタッフの数を設定および調整できる。恐竜を販売して追加の収入を得ることができる 。パークでは、停電、予測不可能な天候(嵐)、恐竜の脱走など、さまざまな緊急事態が発生する。これらは、ゲストの安全と幸福をキープするためにプレーヤーが対処する必要がある。プレーヤーはACUセンターを構築してパークのセキュリティを維持する責任があるレンジャーステーション。逃げ出した恐竜を鎮圧したり、病気の恐竜に薬を飲んだり、恐竜の餌箱に補給したり、恐竜を輸送したり、フェンスを修理したりすることができ、輸送などはヘリコプターやオフロードトラックでこれらの問題を解決できる 。ゲストを保護するための緊急シェルター、および電力ネットワークなどの他のセキュリティ構造と嵐警告センターを構築できる。これらのセキュリティ機能の多くは、緊急事態に対処する際の効率を強化するためにアップグレードできる。

### ゲームプレイモード
キャリアモードでは、プレーヤーの目標は、ラス・シンコ・ムエルテス諸島の架空の島々で5つ星を達成する。プレイヤーは、公園の開発の3つの部門であるエンターテインメント、セキュリティ、サイエンスの重要人物に会い、これらの各キャラクターは、プレイヤーにアドバイスに従って開発するように説得しようとする。一連の目標と目的を完了するためにプレイヤーには「契約」が提案され、これらの契約には、ゲームに物語を追加するだけでなく、それぞれのドメインで報酬と評判を提供する。プレイヤーは、各部門内での評判に注意を払うことが必要で、特定の部門での評判が低くなりすぎると、妨害が発生する。たとえば、島の電源が遮断されて恐竜が脱走したり、病気に感染させたりされる可能性がある。これらの部門はすべて島の評価に反映され、それぞれ異なる特徴と課題を持つ5つの島は、十分な肯定的な島の評価で徐々にロックが解除される。

## 開発とリリース

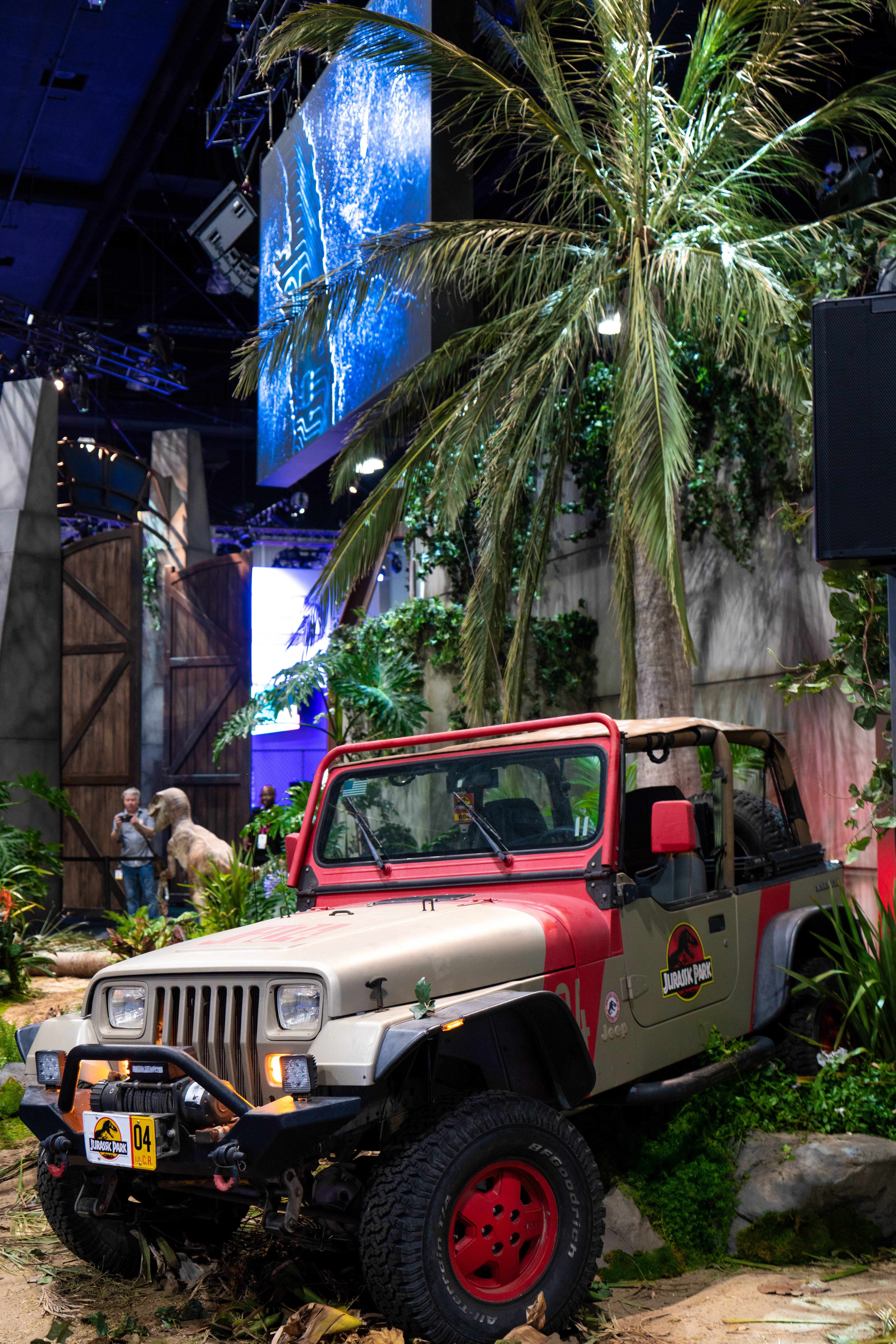
ジュラシックワールドエボリューションがE3 2018に出展

「ジュラシックワールドエボリューション」はFrontierDevelopmentsによって開発および公開され、2015年の映画「ジュラシックワールド」に基づいて制作された。

### アップデート
ゲーム内にはいくつかのアップデートがリリースされており、FrontierはそのたびにUniversalと協力した。Jurassic World.Fallen Kingdomに基づいた無料のゲームアップデートが2018年6月22日にリリース。2018年6月22日には、映画に登場する6体の恐竜が登場する「Fallen Kingdom」がリリースされた。 2018年8月、Frontier Developmentsはいくつかの恐竜のサイズを現実や映画に合わせて変更する次期パッチを発表しました。 2018年9月にリリースされたアップデートでは、サンドボックスやゲームプレイのオプションが追加されたほか、チャレンジモードが追加された。
初の有料ダウンロードコンテンツ(DLC)である ウー博士の秘密が2018年11月20日にリリース。このDLCでは、新しいストーリーミッション、研究オプション、新しい恐竜やハイブリッド種が導入され、同日にFrontier社は無料アップデートで、新しいAIの行動と昼夜のサイクルをゲームに導入。 Frontierは2018年12月に「白亜紀の恐竜パック」、2019年4月に「肉食恐竜パック」をリリース。それぞれの恐竜パックには、3種の新しい恐竜が含まれている。 2019年6月18日にはClaire's Sanctuaryと題した有料DLCが配信された。Fallen Kingdomの後に作られた拡張は、プレイヤーがイスラ・ヌブラル島に閉じ込められている残りの恐竜をサンクチュアリ島に移すというスタンドアロンのキャンペーンを特徴としている。
2019年12月10日には、「Return to Jurassic Park」と題した新しい有料DLCパックがリリース。DLCには、1作目で登場したオリジナルのジュラシック・パークのパーク機能やロケーションが含まれており、映画「ロスト・ワールド/ジュラシック・パーク」（1997年）に登場した島、イスラ・ソルナ、「ジュラシック・パークIII」(2001年)に登場したイスラ・ソルナ島も含まれている。また、ゴールドブラムをはじめ、サム・ニールとローラ・ダーンがアラン・グラント博士とエリー・サトラー博士役で再登場。新たに7つのミッションが追加されている。このDLCでは、1993年のオリジナル作品以来、3人の俳優が再共演している。Return to Jurassic Parkでは、続編を無視し1作目のすぐ後を描いたオリジナルストーリーが展開され、このストーリーではグラント、マルコム、サトラーの3人がイスラ・ヌブラルに戻り、パークを稼働させようする。
Frontier社では、何ヶ月も前からニール、ゴールドブラム、ダーンの3人が一緒にセリフを録音できるように手配していたが、スケジュールの問題で実現しなかった。その代わりに、一人の俳優の録音を他の俳優に聞かせ、自分のセリフを録音していた。また、映画の中でリチャード・アッテンボローが演じていたジョン・ハモンドも登場する。DLCでは、ハモンドは声優のマッケンジー・グレイが演じた。Return to Jurassic Parkは、Frontierチームが1作目をベースにした包括的なDLCをじっくり作りたいと考えていたためしばらくの間、開発が進められていた。これは、Jurassic World Evolutionのために作成された最大のアップデートである。エグゼクティブ・プロデューサーのリッチ・ニューボールド氏は、「基本的に、ゲーム全体がすべての建物のジュラシック・パーク版で作り直されている」と語っています。恐竜のデザインは「ロスト・ワールド/ジュラシック・パーク」や「ジュラシック・パークIII」をモチーフにしたものも登場した。 また、ゲーム内の「ティラノサウルス・レックス」と「ヴェロキラプトル」は、1作目に登場したものと同じ新デザインになっている。 
本作のNintendo Switch版（タイトルはジュラシック・ワールド・エボリューション：コンプリート エディション）が2020年11月3日に発売された。Switch版には、他のプラットフォーム向けに以前リリースされたDLCパックやアップデートがすべて含まれている。。
| タイトル                                     | リリース日     | 説明 |
| -------------------------------------------- | -------------- | --- |
| Deluxe Dinosaur Pack(デラックス恐竜パック)   | 2018年6月12日  | デラックスパックは、 アーケオルニトミムス、 クリトンサウルス、 マジュンガサウルス、スティラコサウルス、スコミムスを追加できる有料のDLCパック。 |
| Fallen Kingdom Update                        | 2018年6月22日  | 『ジュラシック・ワールド/炎の王国』公開当日に無料配信されたアップデートで、 アロサウルス、バリオニクス、カルノタウルス、インドラプトル、 シノケラトプス、スティギモロクが追加。また、データベースに文字が追加され、いくつかのバグの修正が含まれている。 |
| Secrets of Dr. Wu (ウー博士の秘密)           | 2018年11月20日 | 有料のDLCパックで、ステゴケラトプスなどの新しいハイブリッドを作成する機能が追加されている。また、オロロティタンとトロオドンを追加、2つの新しい構築可能領域、恐竜の社会的および生息地のニーズを変えるいくつかの新しい遺伝子、および高度なストームディフェンスビルディングが追加される。 |
| Cretaceous Dinosaur Pack (白亜紀恐竜パック)  | 2018年12月13日 | 有料のDLCパックで、カルカロドントサウルス、ドレッドノータス、イグアノドン が追加される。 |
| Carnivore Dinosaur Pack (肉食恐竜パック)     | 2019年4月17日  | 有料のDLCパックで、アクロカントサウルス、ヘレラサウルス、プロケラトサウルスが追加される。 |
| Claire's Sanctuary (クレアのサンクチュアリ)  | 2019年6月18日  | 古植物学を追加する有料のDLCパックで、草食恐竜が適切な植物を与えられたときに評価と寿命を延ばすことができる。また、ゲスト施設としてのジュラシックツアー、2つの新しい構築可能エリア、およびアルバートサウルス、ユーオプロケファルス、オウラノサウルスも追加される。 |
| Battle at Big Rock Update                    | 2019年8月27日  | ナーストケラトプスが追加された他、多数のバグ修正も含まれる。 |
| Herbivore Dinosaur Pack (草食恐竜パック)     | 2019年9月17日  | 有料のDLCパックで、ドリオサウルス、ホマロケファレ、ニジェールサウルスが追加される。 |
| Raptor Squad Skin Collection                 | 2019年11月26日 | Raptor Squad Skin Collectionは、「ヴェロキラプトル」に新しいスキンを追加する有料のDLCパックで、「ジュラシック・ワールド」でフィーチャーされていたブルー、デルタ、エコー、チャーリーのスキンである。 |
| Return to Jurassic Park (ジュラシックパーク) | 2019年12月10日 | Return to Jurassic Parkは有料のDLCパックで、ジュラシックパークの復元に焦点を当てた新しいモードで、アラン・グラント博士、エリーサトラー博士、イアン・マルコム博士、ジョン・ハモンド、そして若いキャボット・フィンチが追加される。このパックは、2つの新しい構築可能な場所と新しいジュラシックパーク時代（ジュラシックパークスタイルの建物と風景のみを特徴とする）に設定されている。コンプソグナトゥスが孵化可能な恐竜として追加され、新しい鳥小屋の建物が最大6匹の プテラノドン を収容するために追加される。アンキロサウルス、 ブラキオサウルス、 パラサウロロフス、 ステゴサウルス、 トリケラトプス、 ティラノサウルス・レックス、および ヴェロキラプトルの新しいモデルバリアントとスキンも追加される。 |

## 評価
レビューでは、ゲーム内に登場する恐竜について高く評価されており、GamesRadar+のSam Loveridge氏は、恐竜の種類の多さと、孵化センターから恐竜が放たれたときに表示されるカットシーンが気に入ったと述べている。また、三人称視点でジープやACUヘリコプターを操作できるのが楽しく、恐竜に感情移入できる仕組みになっていると評価されている。Game RevolutionのPaul Tamburro氏は、恐竜のデザイン、特にFrontier社の細部へのこだわりと恐竜のアニメーションを賞賛。また、それぞれの恐竜の個性や要求、行動を学ぶ必要があることを訴えており、そのプロセスは「驚くほど満足のいくものだ」と付け加えた。 DestructoidのDan Roemer氏は、あまり知られていない恐竜の種が含まれていることを評価し、その例としてギガノトサウルスとデイノニクスを挙げている。
ただし、ゲームのシミュレーション面の評価は賛否両論があり、Loveridge氏は、恐竜の管理については、それぞれの種にプレイヤーが満たさなければならないニーズやニッチがあることから、肯定的な意見を述べた。Tamburro氏は、このシミュレーションを「ローラーコースタータイクーン」や「Zoo Tycoon」と比較。Philippa Warr氏は、恐竜を賞賛する一方で、ミッションやゲストのパークに対する意見や幸福度への配慮が欠けていると批判した。Swinbanks氏は、自然災害や恐竜の脱走への対応は、最初は興奮するが、すぐに繰り返しになってしまいストレスとなると述べた。 Tack氏は、シミュレーションの退屈さと、目的を達成するために常に待つ必要があることを、モバイルゲームと比較して批判した。
ゲーム内要素である「契約」についても同様に賛否両論となった。Tamburro氏は、1つの島から次の島へと進んでいく仕様を評価。Warr氏は、ミッションのバリエーションが少なく、シナリオごとに難易度が変わるだけだと批判した。 また、Swinbanks氏は、3つの契約派閥を批判し、プレイヤーが3者すべての要求を満たし、バランスを取る必要があることは「恣意的」であると付け加えた。  Roemer氏は、Goldblumの演技を賞賛した。しかし、ゲームの進行システムを「ひどい」と評し、完全にスキップしたいと批判した。。
ゲーム内のチュートリアルには否定的な意見が多く集まった。Loveridge氏は、一部のミッションでは、ゲーム後半の目的が早く提示されすぎて混乱し、進行するためにはそれらを捨てなければならなかったと指摘。Loveridge氏はチュートリアルについて、配電や造園ツールなどのゲームの重要な側面をプレイヤーに伝えておらず、無能であるとも指摘した。